# Венерианская биосфера
Венерианская биосфера - гипотетические инопланетные организмы на поверхности Венеры, найденные российским ученым научного Института космических исследований РАН, заслуженного деятеля науки РФ, доктора физико-математических наук, профессора Леонида Васильевича Ксанфомалити.

## Поиски жизни

#### Первое упоминание
В апрельском номере журнала "Успехи физических наук" была опубликована статья "Гипотетические признаки жизни на планете Венера: ревизия результатов телевизионных экспериментов 1975-1982 годов" о найденных на Венере живых организмах.

#### Леонид Васильевич Ксанфомалити
В 2011 году российский ученый Леонид В. К. улучшил качество многих фотографий, с помощью упорной работы, и просмотрел видео с советских станций на Венере, и обнаружил как минимум 3-х существ, по его словам. Со временем он обнаружил остальных представителей венерианской фауны, и назвал их тем, на что они похожи по его мнению, или в честь самой Венеры.

#### Что было обнаружено?
Почти сразу после его заявлений о находке различные новостные каналы начали рассказывать о событии, но официально нет никаких доказательств существования этих организмов, они могут быть ошибкой системы, или доказательством нехарактерной геологической активности Венеры. Но нет и доказательств, что утверждения неверны, чтобы проверить это Роскосмос готовит проект «Венера-Д» чтобы доказать существования организмов или доказать обратное., исследования состава атмосферы и так далее. Также на Венере в 2020 году был обнаружен газ фосфин который выделяют в основном живые организмы что может быть доказательством существования живых организмов, но это может тоже быть геологической особенностью. На данный момент известно несколько гипотетических видов:
- Гесперы
- Венерианские скорпионы
- Венерианские грибы
- Медвежонки
- Амисады
- Сычи
А также есть 2 неопределенных организма, они получили названия змея и шмель. 

#### Как выживают эти организмы?
Гипотетические организмы с Венеры очень медлительны, этому свидетельствует их скорость в 1мм/с, а также условия для проживания. Они дышат углекислым газом, и условия на Венере вполне благоприятны для них. Есть теория что живые организмы на Венере могли появиться ещë когда на ней были условия для зарождения жизни 3,5 млрд - 300 млн лет назад, и в связи с потеплением эволюционировали и приспособились к новым условиям. Пока что неизвестно, чем они питаются, и как передвигаются.